# Route nationale 346
Pour les articles homonymes, voir Route 346.
La route nationale 346, ou RN 346, est une route nationale française qui correspond à la voie rapide de la banlieue-est de Lyon, plus connue sous le nom de  Rocade Est de Lyon, reliant les deux interruptions de l’autoroute A46 entre Vaulx-en-Velin et Saint-Priest.
La RN 346 mesure 14 km. Depuis mars 2008, sa vitesse est limitée à 90 km/h au lieu de 110 km/h. Depuis 2012, les poids lourds peuvent rouler à 80 km/h au lieu de 70 km/h auparavant.

## Échangeurs
- Échangeur entre A42 et A46
- 5 Vaulx-en-Velin

- 6 Meyzieu-Centre - Décines-Centre
- 7 Décines-Champ Blanc - Décines OL Vallée
- 7.1 Pusignan - Villette d'Anthon - Pont-de-Chéruy - Meyzieu-Sud
- 8 Genas - Chassieu
- 9 Z.I. Genas-Chassieu, Eurexpo
- 10 Saint-Priest - Saint-Bonnet-de-Mure - Grenoble par RN - RN 6
- Échangeur entre A43 et A46